# Каниве, Николя
Николя Каниве (люкс. Nicolas Kanivé; 23 ноября 1887, Люксембург (город), Люксембург — 12 июля 1966, Люксембург (город), Люксембург) — люксембургский гимнаст и легкоатлет (прыгун в длину).
Как гимнаст: участник летних Олимпийских игр 1912 года (4-е место в основном командном первенстве, 5-е место в командном первенстве по произвольной системе и 20-е место в личном первенстве).
Как легкоатлет: участник летних Олимпийских игр 1920 года (29-е место в соревнованиях по прыжкам в длину).